# Skederids landskommun
Skederids landskommun var en tidigare kommun i Stockholms län.

## Administrativ historik
Landskommunen bildades 1863 ur Skederids socken i Sjuhundra härad i Uppland. Vid kommunreformen 1952 uppgick denna landskommun i Sjuhundra landskommun som 1967 uppgick i Rimbo landskommun  som 1971 uppgick i Norrtälje kommun.

## Politik

### Mandatfördelning i Skederids landskommun 1938-1946
| 12 | 8 |

| 20 |

| 13 | 7 |

| 20 |

| 11 | 3 | 6 |

| 19 |